# Fredrik Malmberg (dirigent)
Nils Yngve Fredrik Malmberg, född 22 februari 1969, är en svensk dirigent och kyrkomusiker.
Fredrik Malmberg är utbildad kyrkomusiker med diplom i orgelspel från Malmö musikhögskola och Paris. Som 25-åring vann han första pris i orgelimprovisation i en tävling i Biarritz. År 2003 grundade han den egna vokalensemblen Vokalharmonin. År 2011 utsågs Malmberg till professor i kördirigering vid Kungliga Musikhögskolan i Stockholm. Han är kyrkomusiker i Oscars församling i Stockholm och sedan 2012 chefsdirigent för Eric Ericsons Kammarkör.
Fredrik Malmberg växte upp i Tingsryd i Småland. 

## Priser, utmärkelser och stipendium
- 2007 – Årets kör (Vokalharmonin)
- 2008 – Norrbymedaljen
- 2010 – Rosenborg-Gehrmans körstipendium